# 扶突穴
扶突穴是属于手陽明大腸經的腧穴。

## 定位
喉結旁，胸鎖乳突肌前後緣之間。

## 主治
咳嗽、氣喘、咽喉腫痛等。

## 操作
直刺0.5～0.8寸；可灸。